# Charlie McCoy (ciclista)
Charles "Charlie" McCoy (nascido em 14 de dezembro de 1937) é um ex-ciclista britânico que defendeu as cores do Reino Unido na prova de perseguição por equipes nos Jogos Olímpicos de Roma 1960.